# 康科德希爾 (密蘇里州)
康科德希爾（英語：Concord Hill），又名埃克爾坎普（Eckelcamp），是位於美國密蘇里州沃倫縣的非建制地區。

## 歷史
康科德希爾的郵局（名為埃克爾坎普）於1891年設立，其後於1893年停運。

## 地理
康科德希爾所處的海拔為高於海平面185米（即607英呎），而該地所採用的時區為UTC-6，即北美中部時區（CST）。同時該地設有夏令時間，為UTC-6調快一小時，即UTC-5（CDT）。